# Robert Darwin
Robert Darwin, F.R.S., (30 de mayo de 1766 - 13 de noviembre de 1848) fue un médico inglés, más conocido por ser el padre de Charles Darwin. Fue un miembro importante de la influyente familia de intelectuales Darwin-Wedgwood.

## Biografía
Darwin nació en Lichfield en 1766, hijo de Erasmus Darwin y de su primera esposa, Mary Darwin (de soltera, Howard). Recibió su nombre por su tío, el licenciado Robert Waring Darwin de Elston (1724-1816). Su madre murió en 1770 y Mary Parker, la institutriz contratada para cuidarle, se convirtió en amante de su padre, dándole a Erasmus dos hijas fuera del matrimonio.
Robert Darwin estudió medicina en la Universidad de Leiden (Países Bajos) y con tan solo 20 años recibió su doctorado en medicina por la Universidad de Edimburgo. En esa ciudad continuó sus estudios bajo la tutela de varios investigadores de renombre, como el naturalista John Walker. Fue elegido miembro de la Royal Society el 21 de febrero de 1788. Como médico, ejerció en Shrewsbury, una ciudad cerca de Gales.
Hombre corpulento, se sabe que dejó de pesarse al llegar a los 153 kg. Solía pedir a su cochero que probase los tablones del suelo de las casas que debía visitar por motivos laborales, y él mismo tuvo que acondicionarse unas escaleras de piedra para poder subir a su coche de tiro.
Robert guardaba tan buen recuerdo de su época como estudiante en Edimburgo que envió a su hijo a estudiar al mismo lugar. También le amonestaría en contra del proyecto del viaje del HMS Beagle, pero finalmente le persuadieron para que accediera.

## Familia
El 18 de abril de 1796 se casó con Susannah Wedgwood, hija del ceramista Josiah Wedgwood, en el templo de St. Marylebone (Middlesex, actualmente Londres); y fruto de este matrimonio nacerían siete niños:
- Marianne Darwin (1798-1858), casada con Henry Parker (1788 - 1858) en 1824.
- Caroline Sarah Darwin (1800-1888se casó Josiah Wedgwood III
- Susan Elizabeth Darwin (1803-1866)
- Erasmus Alvey Darwin (1804-1881)
- Charles Robert Darwin (1809-1882)
- Emily Catherine Darwin (1810-1866)
- Sandrey Cartney Darwin[cita requerida] (1812-1866)